# Lostpedia
Lostpedia es una enciclopedia wiki en línea dedicada enteramente a la serie de televisión estadounidense Lost. La versión original en inglés empezó a funcionar el día 22 de septiembre de 2005 y la versión en español el 27 de agosto de 2006. Sus contenidos están bajo licencia Creative Commons lo que significa que son de libre uso público pero no pueden ser usados para fines comerciales. 
A marzo de 2022 las versiones en inglés y español cuentan con 7456 y 3455 artículos, respectivamente.